# Lucio Ampelio
Lucio Ampelio (in latino Lucius Ampelius; fine III secolo?) è stato uno scrittore romano.

## Biografia
Lucio Ampelio fu probabilmente un maestro di scuola romano vissuto, come si evince dallo stile della sua opera, nel III secolo o nel IV secolo. Ebbe rapporti con l'aristocrazia, come si potrebbe dedurre dal proemio dell'unica opera di lui pervenutaci, nel quale scrive al giovane nobile Macrino: «Volenti tibi omnia nosse scripsi hunc librum memorialem, ut noris, quid sit mundus, quid elementa, quid orbis terrarum ferat, vel quid genus humanum peregerit».
L'intento appare quello di Eutropio, ossia istruire un uomo (sicuramente di lignaggio elevato, ma non romano occidentale) sui rudimenti della storia universale in breve tempo, sicché, data la consonanza di intenti, si potrebbe pensare che Ampelio ed Eutropio fossero grosso modo contemporanei.

## IlLiber Memorialis
Ampelio scrisse, appunto, un manualetto, che egli stesso intitola Liber memorialis e che, suddiviso in rubriche, raccoglie notizie di astronomia, geografia, mitologia e storia, dai tempi più antichi al regno dell'imperatore Traiano.
La prima parte del testo comprende una cosmologia elementare, con la descrizione dei quattro elementi e delle cinque zone della Terra; seguono quindi sezioni specificamente dedicate al fuoco e alle stelle, all'aria e ai venti, alla terra e all'acqua. La descrizione dello zodiaco contenuta del secondo capitolo ha come chiara fonte Nigidio, a cui, comunque, Ampelio aggiunge cinque costellazioni e sette pianeti. Interessante, inoltre, il capitolo sui venti, che Ampelio correla ai segni zodiacali e di cui spiega il movimento dividendoli in "venti generali" (quelli che spirano generalmente dai quattro punti cardinali) e "venti particolari" (quelli legati a particolari occasioni o posti).
Seguendo, invece, Cratete di Mallo, Ampelio divide il mondo in quattro parti, dividendo poi uno dei quarti nei continenti di Asia, Europa e Libia e descrivendo di ciascuno di tali continenti i rilievi, i fiumi e le isole. Tra l'altro, nel capitolo VIII è contenuto un riferimento (l'unico nella letteratura antica) alle famose sculture di Pergamo, scoperte nel 1871:
(Lucii Ampelii, Liber memorialis, VIII, 14)
Dal cap. X in poi, Ampelio si dedica all'ultima parte di questo corso breve di cultura generale, presentando gli imperia, a partire da quelli divini (X), per poi passare ad Assiri, Medi e Persiani (XI-XIII), ai sovrani di Sparta (XIV), a sovrani e politici ateniesi (XV), ai re macedoni (XVI), ai condottieri romani da Romolo ad Augusto (XVII-XVIII) - con una sorta di "appendice" sui grandi senatori (XIX) e martiri ed uomini illustri repubblicani (XX-XXIV). I capp. XXV-XXVII sono dedicati a rivolte e guerre civili, mentre i capp. XXVIII-XXXIX sono dedicati ai nemici di Roma. 
Dal cap. XL al cap. XLVII si parla di storia tardorepubblicana ed imperiale, per poi terminare, nei capp. XLVIII-L, con le istituzioni romane, trattate, come del resto tutta l'ultima, ampia sezione, in modo assai sommario.
Data la povertà delle informazioni e lo stile elementare, non meraviglierà che solo in tarda età moderna fu pubblicata la editio princeps del Liber memorialis di Ampelio, vale a dire nel 1638 dal Salmasius (Claude de Saumaise).